# د. جاي همفريز
د. جاي همفريز (بالإنجليزية: D. J. Humphries)‏ هو لاعب كرة قدم أمريكية أمريكي، ولد في 28 ديسمبر 1993 في تشارلوت في الولايات المتحدة.

## وصلات خارجية
- د. جاي همفريز على موقع مرجع كرة القدم المحترفة.كوم (الإنجليزية)